# Municipio de Stony Run
El municipio de Stony Run (en inglés: Stony Run Township) es un municipio ubicado en el condado de Yellow Medicine en el estado estadounidense de Minnesota. En el año 2010 tenía una población de 432 habitantes y una densidad poblacional de 4,06 personas por km².

## Geografía
El municipio de Stony Run se encuentra ubicado en las coordenadas 44°50′31″N 95°39′18″O / 44.84194, -95.65500. Según la Oficina del Censo de los Estados Unidos, el municipio tiene una superficie total de 106.49 km², de la cual 105,79 km² corresponden a tierra firme y (0,65 %) 0,7 km² es agua.

## Demografía
Según el censo de 2010, había 432 personas residiendo en el municipio de Stony Run. La densidad de población era de 4,06 hab./km². De los 432 habitantes, el municipio de Stony Run estaba compuesto por el 98,61 % blancos y el 1,39 % eran de una mezcla de razas. Del total de la población el 0,23 % eran hispanos o latinos de cualquier raza.